# Грабче
Грабче (словен. Grabče) — поселення в общині Горє, Горенський регіон, Словенія. Висота над рівнем моря: 605,8 м.